# Kuusijärvi (sjö i Finland, Norra Österbotten, lat 66,03, long 29,92)
Kuusijärvi är en sjö i Finland. Den ligger i kommunen Kuusamo i landskapet Norra Österbotten, i den nordöstra delen av landet, 700 km norr om huvudstaden Helsingfors. Kuusijärvi ligger 263 meter över havet. Arean är 44,4 hektar och strandlinjen är 5,4 kilometer lång. Sjön  ingår i Koundaälvens huvudavrinningsområde.   Den sträcker sig 1,1 kilometer i nord-sydlig riktning, och 1,3 kilometer i öst-västlig riktning.